# Kill the Rich!
 (janvier 2025).
Kill the Rich! (titre original : Killing the Elite) est un roman policier fantastique, paru de manière anonyme en 2023. Il s'agit du dixième volume de la série Bourbon Kid.

## Résumé
Quelques mois après avoir sauvé la fille illégitime du président des États-Unis, évènement narré dans Santa Mondega, JD et Rodeo Rex se voient confier une mission par le général Alexis Calhoon : protéger la fille autiste de douze ans d'un gangster de San Antonio. Ils découvrent plus tard que les plus grands chefs d'états sont des Atlantes pédophiles qui ont confié à des vampires le kidnapping d'enfants autistes afin d'organiser des séances de torture auxquelles tous assistent par visio-conférence. JD et Rex tuent les vampires au début d'une séance de torture. JD découvre un manteau d'invisibilité et décide de l'utiliser afin de tuer toutes les personnes qui ont assisté par écran interposé à la séance de torture.
Plus tard, Elvis et Jasmine se rendent au ranch du général Alexis Calhoon qui leur remet deux bagues en or en remerciement du sauvetage de la fille du président. Il leur propose ensuite la mission de trouver et d'éliminer un théoricien du complot nommé Zero.
Plus tard, Flake Munroe et Sanchez Garcia sont reçus à la Maison-Blanche où le général Alexis Calhoon leur remet également deux bagues en or de la part du président pour les remercier. Alors qu'ils doivent ensuite rencontrer le président, Flake et Sanchez le trouve assassiné sur son lit, tué un peu plus tôt par JD sans qu'aucun des deux ne le sachent. La Première dame arrive ensuite et Flake lui envoie par inadvertance une décharge électrique, la tuant sur le coup. Quand les gardes du président s'en rendent compte, un affrontement a lieu pendant lequel Sanchez Garcia trouve la mort. Flake appelle Jacko au Purgatoire qui envoie immédiatement JD grâce à un portail. JD parvient à extraire Flake et ils rentrent tous les deux au Purgatoire par le même portail.
Les Dead Hunters prennent alors du repos dans l'île inhabitée de Medecine Island, au milieu de l'océan Pacifique. JD et Flake tombent amoureux. Mais Diago, le chef des vampires qui n'était pas présent lors du massacre de ses semblables par JD, vient de venger et tue Flake peu avant que JD le tue à son tour. JD demande alors à Eric Einstein d'ouvrir un portail vers le passé pour qu'il puisse retourner au moment du massacre pour trouver et tuer Diago. Mais Dieu exige que JD, dans ce nouveau passé, ne tue pas tous les chefs d'état atlantes mais les forcent par du chantage à abandonner les kidnappings d'enfants. JD retourne dans le passé, tue Diago et annule ainsi les morts de Sanchez Garcia et de Flake Munroe.

## Accueil critique
Le magazine Madame Figaro met en avant « [l']humour noir, [les] situations cocasses et ultra chaudes pour ce roman ambiance Tarantino » . Pour le quotidien Le Monde, le sentimentalisme perce au milieu de la farce.

## Éditions
- Killing the Elite, Black Shadow Press, 25 septembre 2023, 350 p.  (ISBN 978-0-9932577-7-3)
- Kill the Rich!, Sonatine, 31 août 2023, trad. Cindy Colin-Kapen, 552 p.  (ISBN 978-2-38399-090-1)
- Kill the Rich!, Le Livre de poche, coll. « Thriller » no 36607, 4 septembre 2024, trad. Cindy Colin-Kapen, 624 p.  (ISBN 978-2-253-24975-7)